# HV BDC
BDC (voluit Be Quick Dios Combinatie) is een Nederlandse handbalclub uit het Utrechtse Soest. BDC is in 1945 ontstaan uit een fusie tussen twee voetbalverenigingen: Be Quick en DIOS. In 1950 werd de handbaltak opgericht. De voetbalvereniging ging in 1970 verder onder de naam SO Soest.

## Geschiedenis

### Auto Smeeing
In 1986 werd Auto Smeeing hoofdsponsor van de vereniging. Jan Smeeing, eigenaar van het autobedrijf, verbond zijn naam aan de club.

### HV Eemland
HV Eemland is een combinatieteam van herenselecties van BDC en Fulmen/Fidelitas. In 2020 maakte Fulmen/Fidelitas bekend uit het samenwerkingsverband te stappen.

## Resultaten
Heren (1981 - 2016)
- 1981 3e
Eerste divisie A
- 1982 4e
Eerste divisie A
- 1983 5e
Eerste divisie A
- 1984 7e
Eerste divisie A
- 1985 6e
Eerste divisie A
- 1986 8e
Eerste divisie A
- 1987 11e
Eerste divisie A
- 1988
- 1989
- 1990 5e
Eerste divisie A
- 1991 3e
Eerste divisie A
- 1992 4e
Eerste divisie A
- 1993 8e
Eerste divisie A
- 1994 11e
Eerste divisie A
- 1995 2e
Tweede divisie D
- 1996 2e
Tweede divisie D
- 1997
- 1998 7e
Eerste divisie A
- 1999
- 2000
- 2001 8e
Eerste divisie A
- 2002 4e
Eerste divisie A
- 2003 12e
Eerste divisie
- 2004 4e
Eerste divisie
- 2005 9e
Eerste divisie
- 2006 12e
Eerste divisie
- 2007 13e
Eerste divisie
- 2008
- 2009 12e
Hoofdklasse A
- 2010
- 2011
- 2012
- 2013
- 2014
- 2015 8e
Tweede divisie A
- 2016 8e
Tweede divisie A
- 2017
- 2018
- 2019
- 2020
- 2021
- 2022
- 2023 5e
Tweede divisie A

- Eerste divisie
- Tweede divisie

- Tussen 2017 tot 2022 speelde BDC als HV Eemland in de competitie.